# Sergej Urusov
Sergej Semenovič Urusov (in russo Сергей Семёнович Урусов?; Mosca, 3 agosto 1827 – 20 novembre 1897) è stato uno scacchista russo.

## Biografia
Proveniente da una famiglia nobile, aveva il titolo di principe e fu un Colonnello dell'esercito zarista. 
Partecipò alla guerra di Crimea (1854-55) come comandante di un reggimento e durante la difesa di Sebastopoli conobbe il famoso scrittore Lev Tolstoj, con il quale mantenne una lunga amicizia. Al termine della guerra di Crimea lasciò l'esercito per dedicarsi completamente agli scacchi.
Come era uso all'epoca (non si organizzavano ancora veri e propri tornei) giocò diversi match con i più forti giocatori del suo tempo. Prima della guerra di Crimea disputò due match contro Ilya Shumov (vincendoli +7 -3 =3 e +12 -9) e uno contro Aleksandr Dmitrievič Petrov (che perse +1 -3). 
In seguito perse ancora contro Petrov (+7 -13 =1), ma venne considerato da allora il più forte giocatore russo dopo Petrov. Nel 1862 pareggiò un breve match contro l'austriaco Ignatz von Kolisch (2-2) e nel 1866 sconfisse il prussiano Philipp Hirschfeld a Mosca (+2 -1 =2).
Nel 1878 si ritirò dagli scacchi, lasciando la sua preziosa collezione di libri di scacchi al figlio di Tolstoj, Ilya. 
Anche suo fratello Dimitrij (1829-1903) fu un forte giocatore di scacchi.
Da lui prendono il suo nome alcune varianti nelle aperture:
- il gambetto Urusov, nella partita di alfiere:

1. e4 e5 2. Ac4 Cf6 3. d4 exd4 4. Cf3
che essere raggiunto dal Bianco anche aprendo con la difesa russa, scambiano l'ordine delle mosse del Cavallo ed Alfiere:
1. e4 e5 2. Cf3 Cf6 3. d4 exd4 4. Ac4
- l'attacco Urusov, nel gambetto di Re accettato, gambetto Allgaier:

1. e4 e5 2. f4 exf4 3. Cf3 g5 4. h4 g4 5. Cg5 h6 6. Cxf7 Rxf7 7. Ac4+ d5 8. Axd5+ Rg7 9. d4